# Slotsholmen
Slotsholmen is een eilandje van ongeveer 700 bij 400 meter in het centrum van Kopenhagen. Door middel van een groot aantal bruggen is het eilandje met de rest van de stad verbonden.
Al eeuwenlang bevindt zich op Slotsholmen de Deense rijksoverheid met als belangrijkste gebouw Christiansborg, waar het Deense parlement, het Folketing, zijn zetel heeft. Ook de kantoren van de Deense premier (Statsministeriet), het Ministerie van Financiën en het Hooggerechtshof (Højesteret) zijn hier te vinden.
Naast politiek heeft Slotsholmen ook cultuur te bieden. Zo is er het aan de Deense beeldhouwer Bertel Thorvaldsen gewijde Thorvaldsens Museum gevestigd, evenals de Koninklijke Bibliotheek (Det Kongelige Bibliotek) met de moderne uitbreiding bijgenaamd de Zwarte Diamant (Den Sorte Diamant).